# I Cefalopodi viventi nel Golfo di Napoli
I Cefalopodi viventi nel Golfo di Napoli (1896) è il titolo di una monografia di Giuseppe Jatta (1860 – 1903), biologo e naturalista italiano che dedicò gran parte della sua vita allo studio dei cefalopodi.
Laureatosi presso l'Università di Scienze Naturali di Napoli nel 1883, con una tesi sul sistema nervoso dei cefalopodi, Giuseppe Jatta chiese ed ottenne una borsa di studio alla Stazione Zoologica di Napoli, dove conobbe il professore Anton Dohrn, che lo indirizzò ad iniziare la stesura di una monografia sui cefalopodi del Golfo di Napoli. 
Il piano dell'opera originaria era articolato in quattro sezioni. Nel 1896 Jatta pubblicò la prima sezione (dedicata alla Sistematica), dotata di ampie descrizioni, arricchite da dettagliate illustrazioni in bianco e nero e da un atlante di 31 tavole iconografiche a colori realizzate dal pittore napoletano Comingio Merculiano (1845 - 1915). Non riuscì però a pubblicare i successivi volumi che avrebbero trattato l'Anatomia, l'Istologia e l'Embriologia e l'opera restò incompleta.

Alcune delle tavole dell'atlante
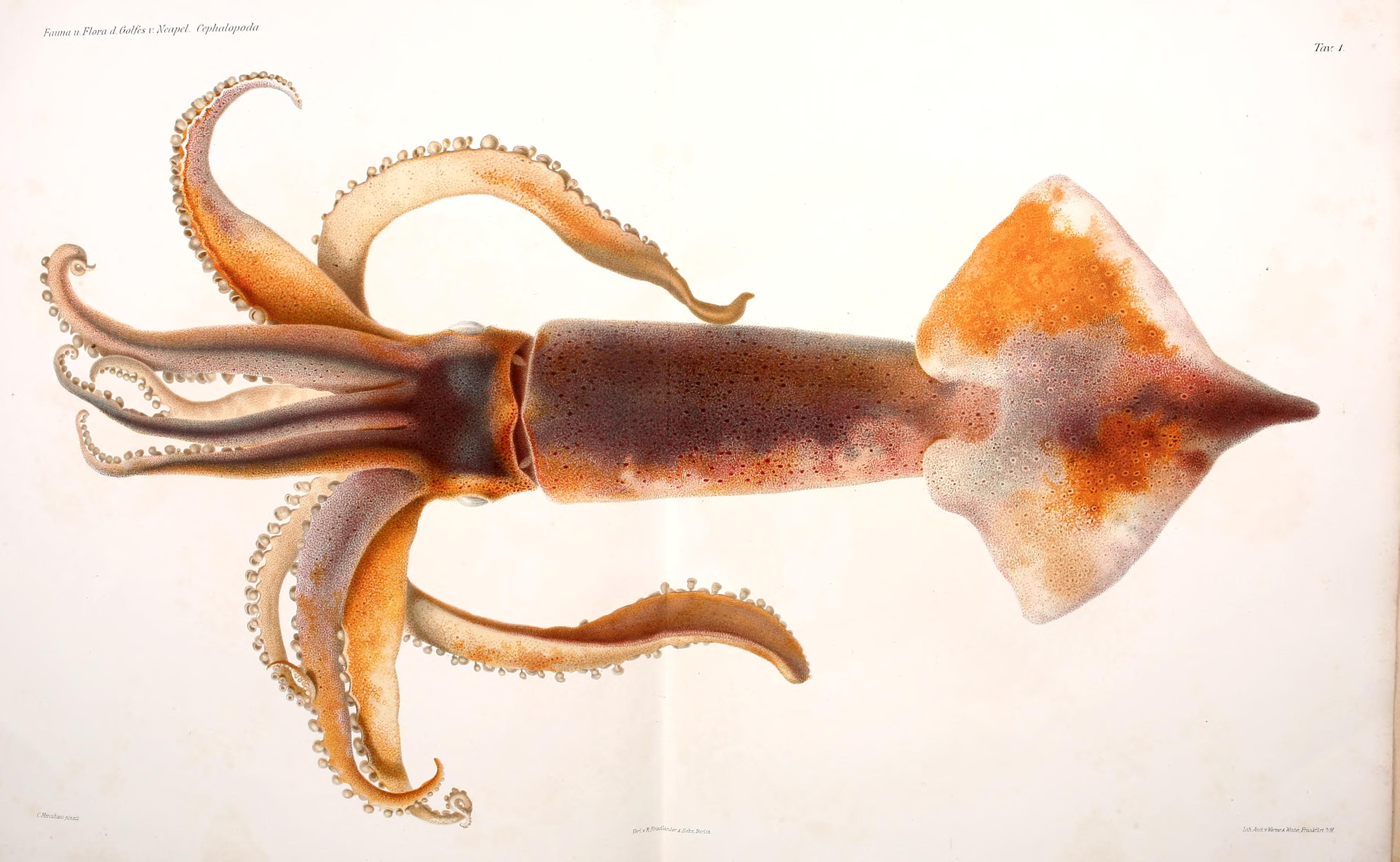
TAVOLA I 1. Todarodes sagittatus
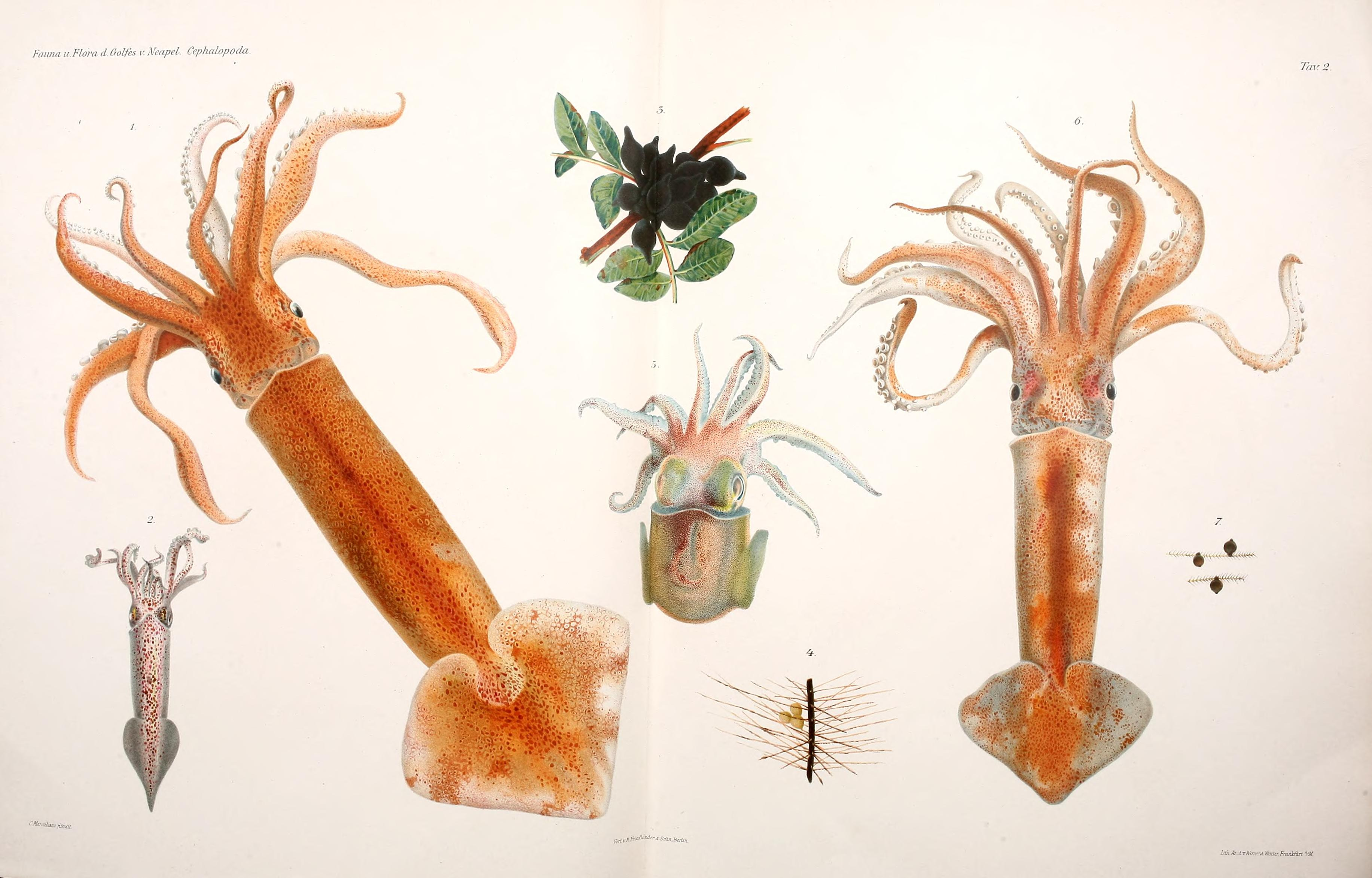
TAVOLA II 1. Illex coindetii 2. Loligo marmorae 3. Uova di Sepia officinalis 4. Uova di Sepiola rondeletii 5. Rossia macrosoma 6. Todaropsis veranyi 7. Uova di Sepia orbignyana
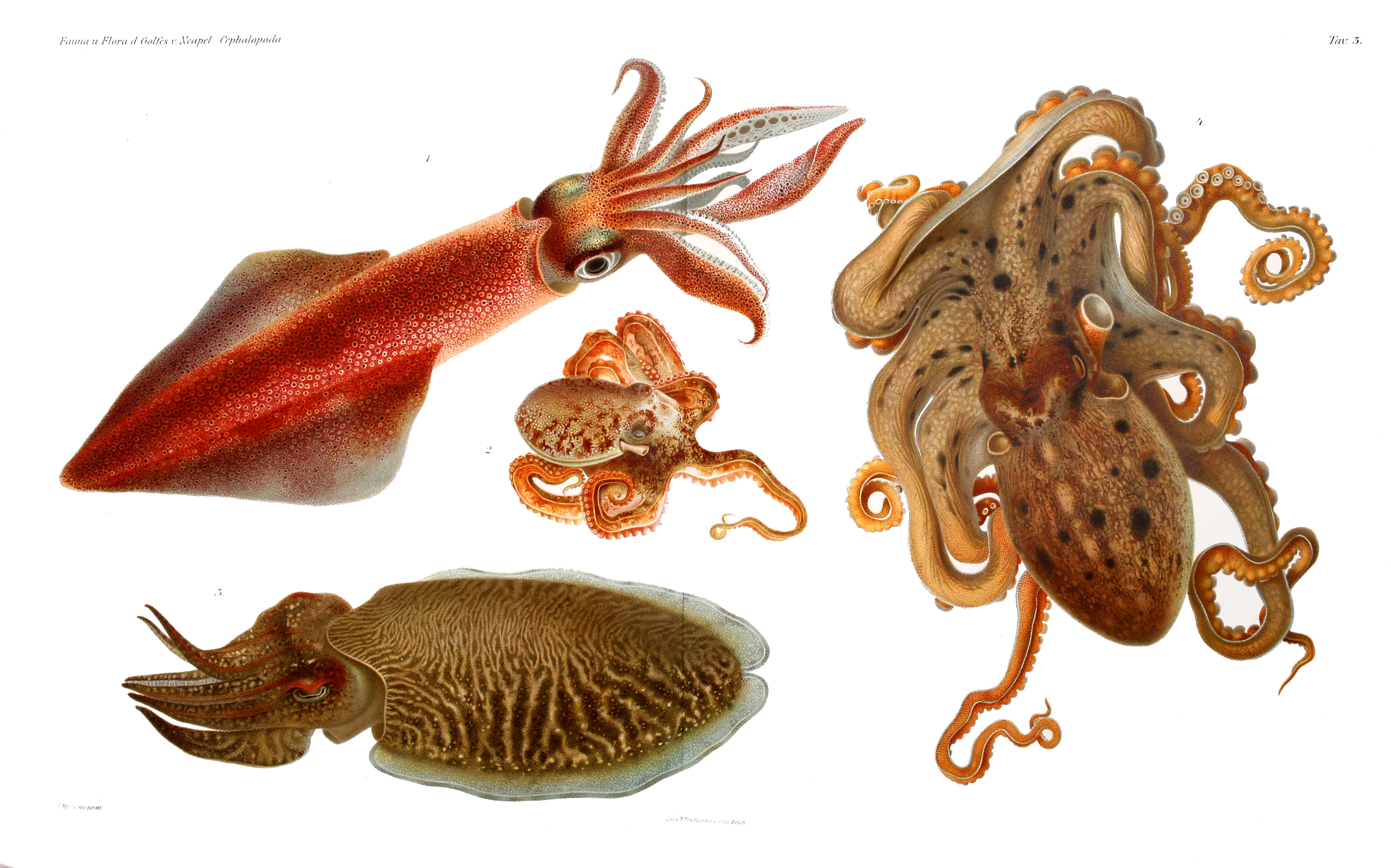
TAVOLA III 1. Loligo vulgaris 2. Scaeurgus unicirrhus 3. Sepia officinalis 4. Eledone moschata
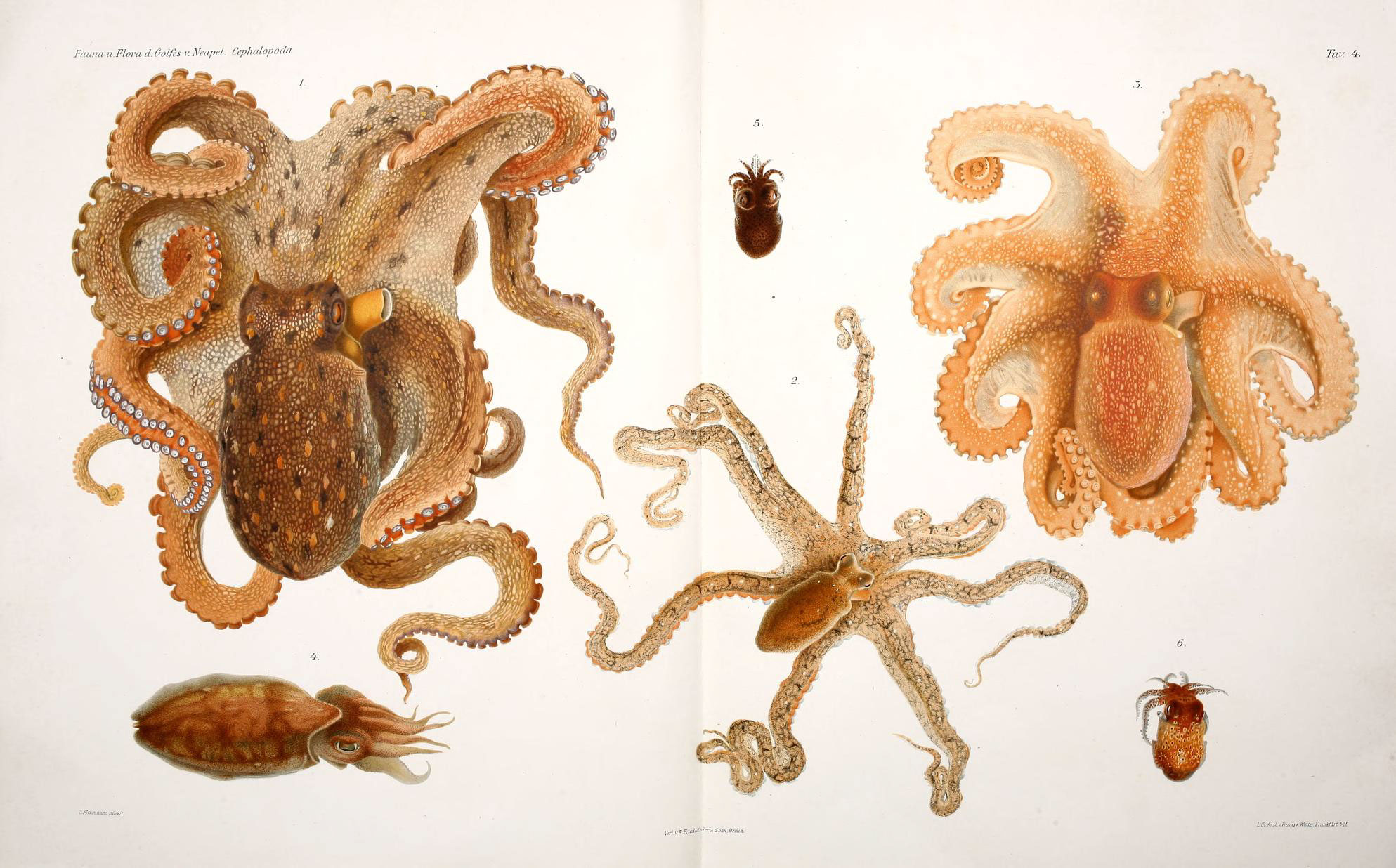
TAVOLA IV 1. Octopus vulgaris 2. Octopus defilippi 3. Octopus salutii 4. Sepia orbignyana 5. Sepiola rondeletii 6. Sepiola rondeletii
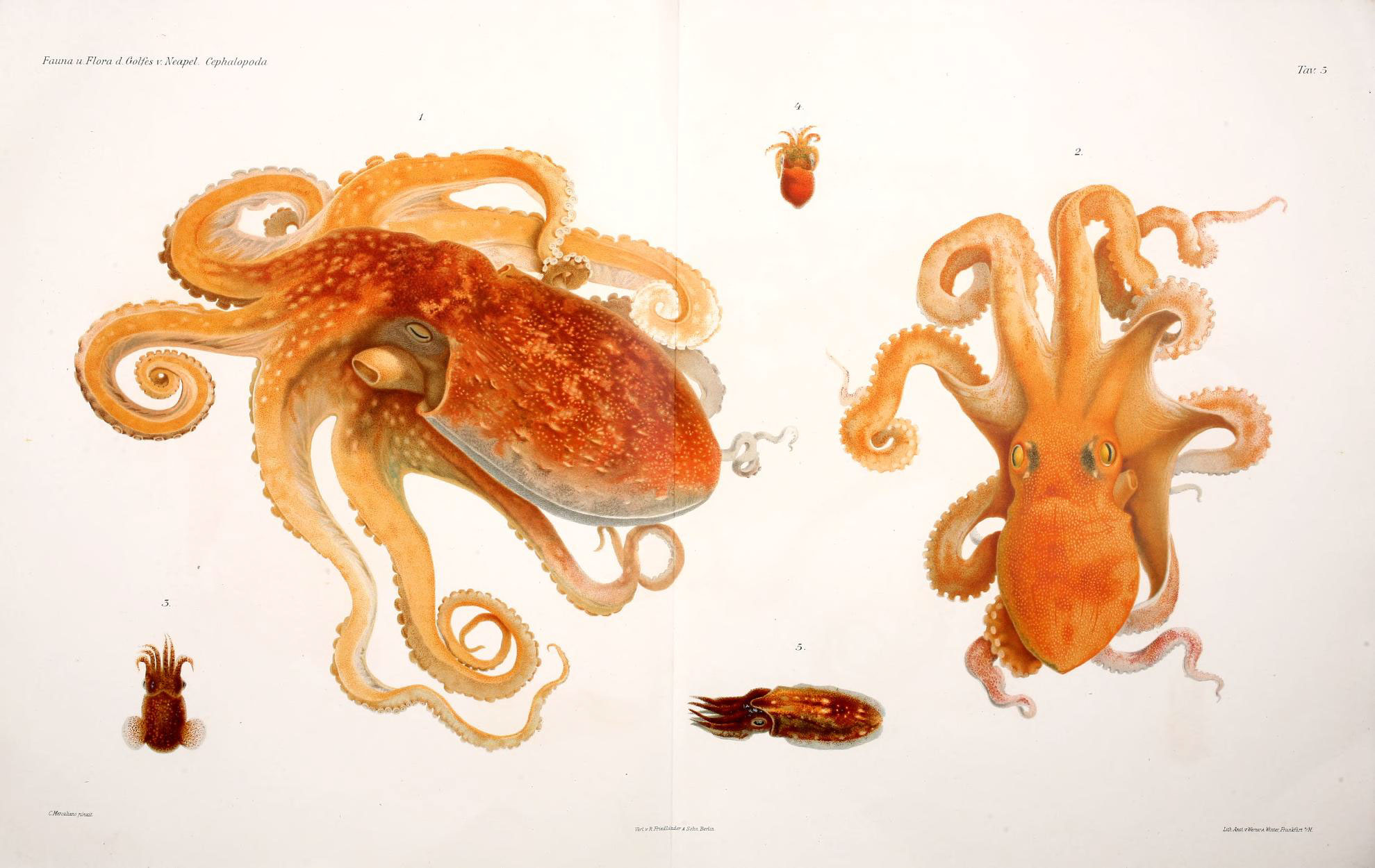
TAVOLA V 1. Eledone aldrovandi 2. Scaeurgus tetracirrus 3. Sepiola rondeletii 4. Sepiola aurantiaca 5. Sepia elegans
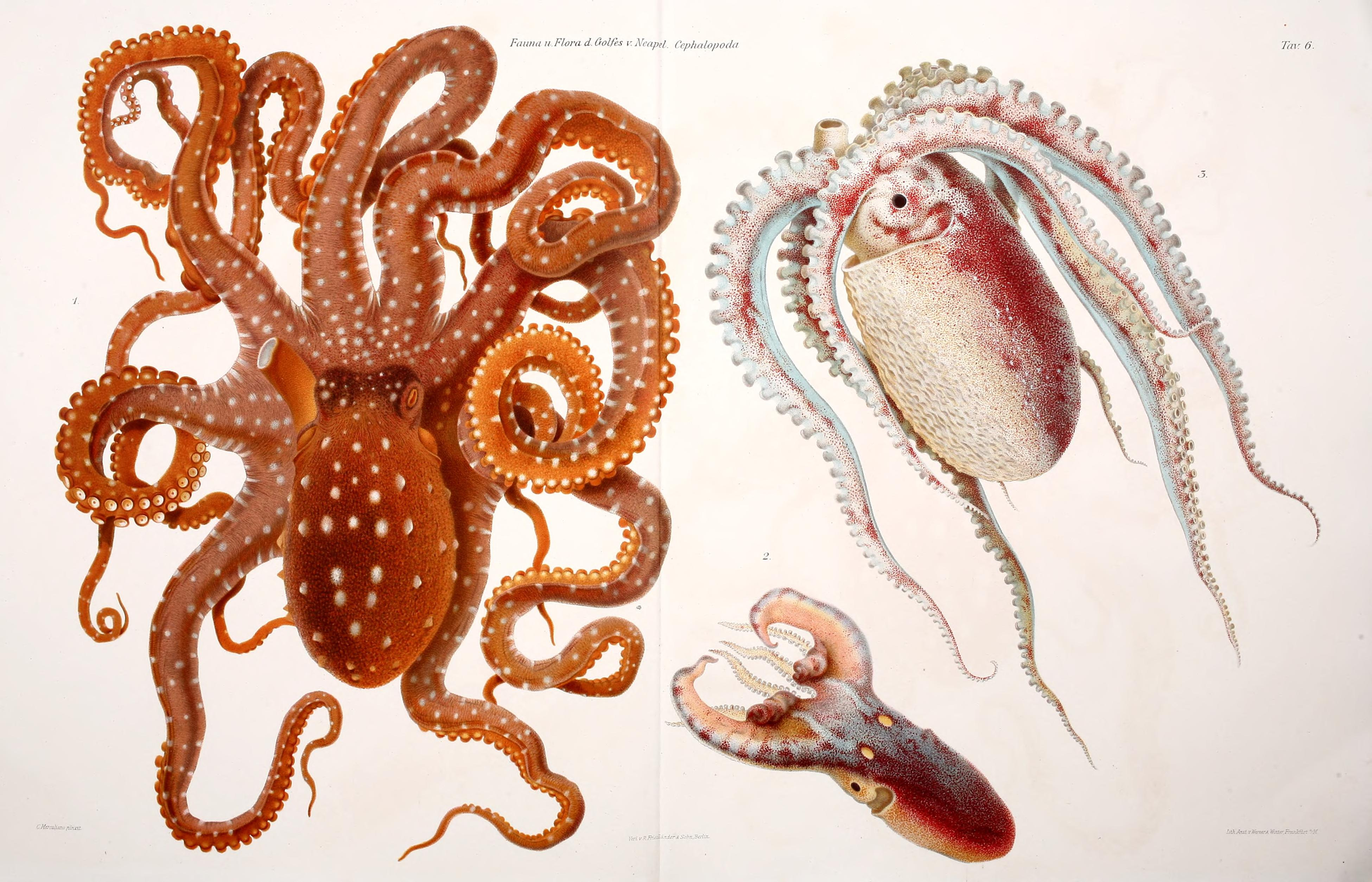
TAVOLA VI 1. Octopus macropus 2. Tremoctopus violaceus 3. Ocythoe tuberculata
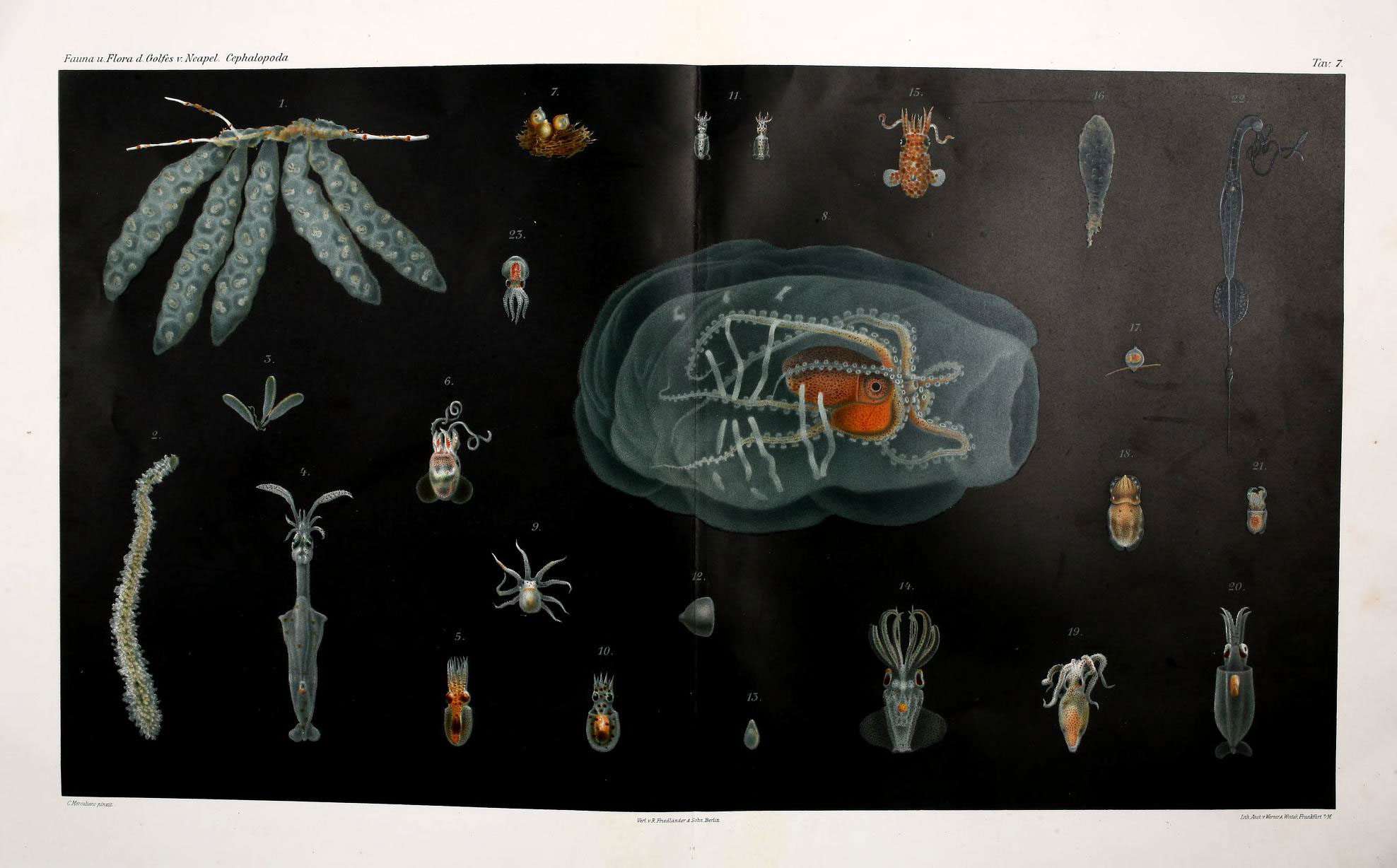
TAVOLA VII 1. Uova di Loligo sp. 2. Uova di Octopus vulgaris 3. Uova di Eledone moschata 4. Entomopsis velaini 5. Un piccolo di Eledone sp. 6. Heteroteuthis dispar 7. Uova di Sepiola sp. 8. Ocythoe catenulata 9. Un piccolo di Octopus macropus 10. Un piccolo Eledone 11. Un piccolo di Loligo vulgaris, appena schiuso dall'uovo. 12. Uovo di Rossia macrosoma 13. Uovo di Sepia elegans 14. Veranya sicula 15. Una piccola Sepiola rondeletii, appena uscita dall'uovo. 16. Uova di Loligo marmorae 17. Uova di Sepia orbignyana 18. Una piccola Sepia officinalis 19. Octopus alderii 20. Un piccolo decapode pelagico non identificato. 21. Piccolo di Sepia orbignyana appena uscito dall'uovo 22. Doratopsis vermicularis 23. Un piccolo Tremoctopus violaceus
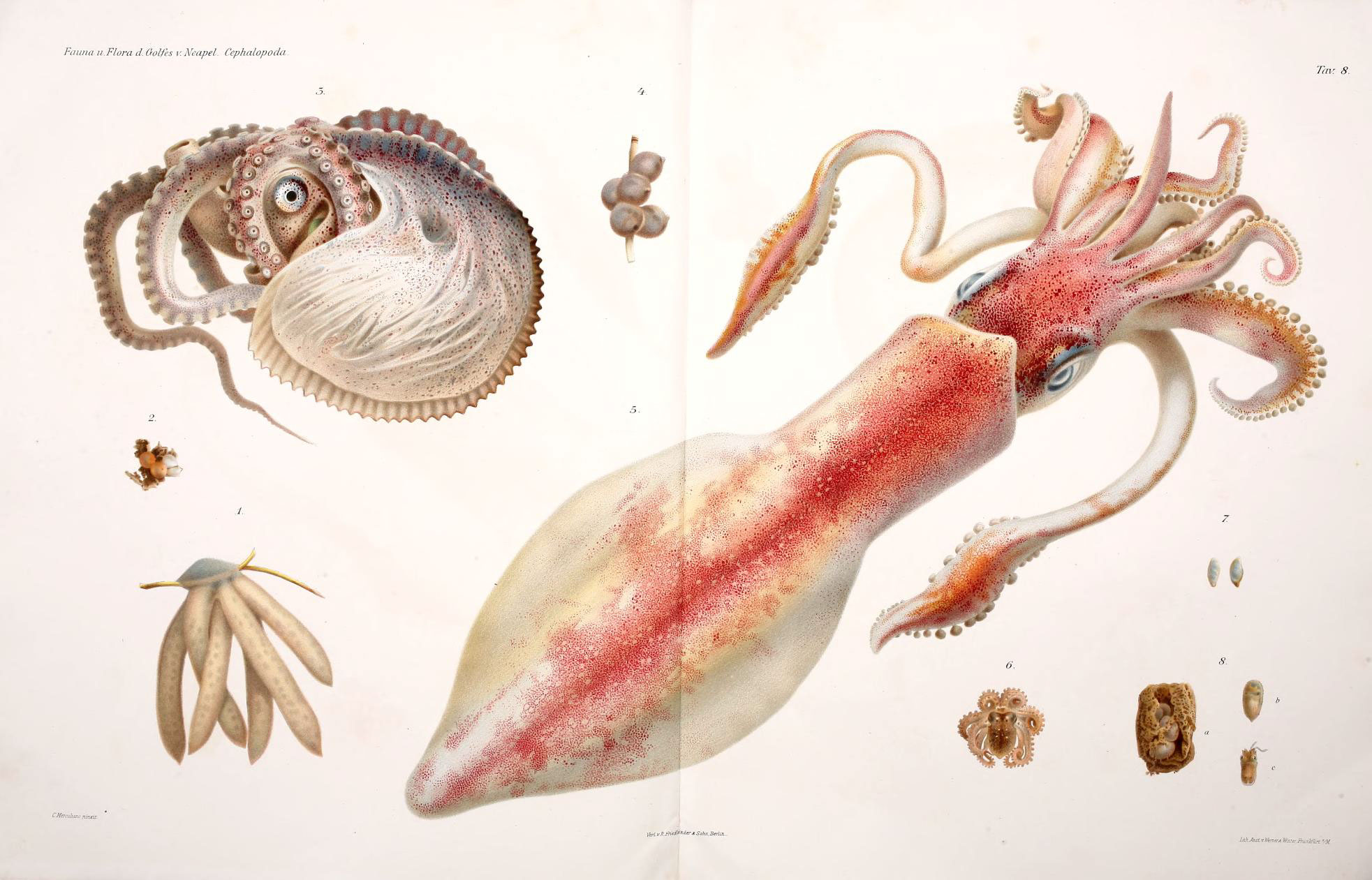
TAVOLA VIII 1. Uova di Loligo vulgaris 2. Uova di Sepiola 3. Argonauta argo 4. Uova di Rossia macrosoma 5. Loligo forbesii 6. Piccolo di Octopus vulgaris 7. Uova di Sepia elegans 8. a) Uova di Sepia elegans b) Uova di S. elegans prossime a schiudere c) Un piccolo appena schiuso di S. elegans

- TAVOLA II
1. Illex coindetii
2. Loligo marmorae
3. Uova di Sepia officinalis 
4. Uova di Sepiola rondeletii 
5. Rossia macrosoma
6. Todaropsis veranyi
7. Uova di Sepia orbignyana
- TAVOLA III
1. Loligo vulgaris
2. Scaeurgus unicirrhus
3. Sepia officinalis
4. Eledone moschata
- TAVOLA IV
1. Octopus vulgaris
2. Octopus defilippi
3. Octopus salutii
4. Sepia orbignyana
5. Sepiola rondeletii
6. Sepiola rondeletii
- TAVOLA V
1. Eledone aldrovandi
2. Scaeurgus tetracirrus
3. Sepiola rondeletii
4. Sepiola aurantiaca
5. Sepia elegans
- TAVOLA VI
1. Octopus macropus
2. Tremoctopus violaceus
3. Ocythoe tuberculata
- TAVOLA VII
1. Uova di Loligo sp.
2. Uova di Octopus vulgaris
3. Uova di Eledone moschata
4. Entomopsis velaini
5. Un piccolo di Eledone sp.
6. Heteroteuthis dispar
7. Uova di Sepiola sp.
8. Ocythoe catenulata
9. Un piccolo di Octopus macropus
10. Un piccolo Eledone
11. Un piccolo di Loligo vulgaris, appena schiuso dall'uovo.
12. Uovo di Rossia macrosoma
13. Uovo di Sepia elegans
14. Veranya sicula
15. Una piccola Sepiola rondeletii, appena uscita dall'uovo.
16. Uova di Loligo marmorae
17. Uova di Sepia orbignyana
18. Una piccola Sepia officinalis
19. Octopus alderii 
20. Un piccolo decapode pelagico non identificato.
21. Piccolo di Sepia orbignyana appena uscito dall'uovo
22. Doratopsis vermicularis
23. Un piccolo Tremoctopus violaceus
- TAVOLA VIII
1. Uova di Loligo vulgaris
2. Uova di Sepiola
3. Argonauta argo
4. Uova di Rossia macrosoma
5. Loligo forbesii
6. Piccolo di Octopus vulgaris
7. Uova di Sepia elegans
8. a) Uova di Sepia elegans
    b) Uova di S. elegans prossime a schiudere
    c) Un piccolo appena schiuso di S. elegans